# Tiszay Andor
Tiszay Andor (Győr, 1900. július 5. – Budapest, 1986. február 19.) magyar színész, színházi titkár, író, rendező, dramaturg, újságíró, műfordító, művelődéstörténész, bibliográfus.

## Életpályája
Tiszay Lajos (1870–1915) és Csukássy Izabella gyermekeként született. Apja az első világháborúban szerzett betegség következtében hunyt el. 1906–1907 között a pozsonyi színházban gyerekszínész volt. 1918–1919 között orvosnak tanult; bekapcsolódott a Galilei Kör munkájába. 1919-ben a Vörös Hadseregben harcolt. 1919-ben Sziklay Kornél színházában dolgozott. 1919–1920 között elvégezte a Munkások Irodalmi és Művészeti Országos Szövetsége színiiskoláját. Az 1920-as évek elején újságíróként dolgozott. 1921-től az Óbudai Kisfaludy Színház, a Budapesti Színház és a Tarka Színpad titkára volt. 1923-ban egyik alapítótagja volt Forgács Rózsi Kamaraszínházának, melynek ügyvezető titkára volt 1926–1927 között. 1924–1925 között a Magyar Színház színésze volt. 
1925 környékén létrehozta az Első Vándor Munkás Bábjáték Társulatot. 1925–1927 között Olaszországban élt. 1926-ban Luigi Pirandellonál színházrendezést tanult Rómában. 1928-ban Rékai Andrással a Színpadművészeti Stúdió megszervezője volt, Palasovszky Ödönnel pedig a Rendkívüli Színpadot szervezte meg. 1928-tól a KMP tagja lett. 1928–1929 között a Prizma előadásain szerepelt. 1929–1931 között a Magyar Színművészeti Lexikon munkatársa volt. 1930-ban az Omnia Kabaréban is fellépett. 1930–1932 között a Magyar Állami Operaház segédrendezője, 1945-től főtitkára volt. 1931-ben a Madzsar Alice Művészcsoport tagja volt. 
1937-ben baloldali magatartása miatt elbocsátották. Az 1930-as évek végétől többször állt bíróság előtt. 1942. április 20-án Budapesten feleségül vette Orgonás Margitot. 1945–1961 között a Fővárosi Szabó Ervin Könyvtár Színházi Gyűjteményének és a bibliográfiai osztály vezetője volt. 1957–1959 között Ráth-Végh Istvánnal és Agárdi Ferenccel a Hasznos mulatságok c. ismeretterjesztő sorozatot szerkesztette. 1961-ben nyugdíjba vonult.

### Munkássága
Olaszországból hazatérve részt vett a formabontó irodalmi és színházi mozgalmakban. A 100% és a Világirodalmi Szemle munkatársa volt. A Vajda János Társaság tagja és előadója volt. Darabjait a Magyar Rádió mutatta be, melynek rendezője volt. Szépirodalmi művei mellett műfordításai és dalszövegei is jelentek meg. Kiépítette az ajánló bibliográfiák széles körét, többnek összeállítója volt. Lefordította Joseph Conrad és Edgar Allan Poe regényeit.
Sírja a Farkasréti temetőben található (612/2-753).

## Főbb művei
- Húsvéti passió (dráma, 1932)
- Kezek élete (1936)
- Húsvéti passio. Jézus Krisztus kínszenvedése és halála; 2. bőv. kiad.; Színházi Élet, Bp., 1938
- Tiszay Andor–Barnász István: Eltűnt a kabátom! 10 villámtréfa és konferansz; Színházi Élet, Bp., 1938
- Tiszay Andor–Barnász István: A bátor ember. 10 villámtréfa és konferansz; Kókai, Bp., 1938
- Barbár bölcsességek (Budapest, 1941)
- Rádióhallgatók lexikona I-II. (szerkesztette Falk Gézával, 1944)
- Az egérfogó (Innocent-Vincze Ernővel, 1944)
- Tokunaga Naosi: Sikátor. Regény; ford. Vezető József / Tiszay Andor: Japán irodalom és munkásmozgalom; Anonymus, Bp., 1946
- Jávai keselyűk (kalandregény, Budapest, 1947)
- A görög szabadságért; sajtó alá rendezték Szendrő Ferenc, Tiszay Andor, Trencsényi-Waldapfel Imre; Segítséget a görög népnek Országos Bizottsága, Bp., 1948
- Szöveggyűjtemény mezőgazdasági dolgozók és TSZCS tagok részére, különös tekintettel az 1953. évi béke-műszak mezőgazdasági munkáira; szerk. Tiszay Andor; Fővárosi Szabó Ervin Könyvtár, Bp., 1953
- Vörös Október, zászlódat mi visszük. Szöveggyűjtemény a Nagy Októberi Forradalom 36-ik évfordulójának ünnepére; szerk., összeáll. Tiszay Andor; Fővárosi Szabó Ervin Könyvtár, Bp., 1953
- Egy a jelszónk, a béke. Szöveggyűjtemény a budapesti Béke Világtanács ülésére, könyvtárosok agitációs munkájához; összeáll., szerk. Tiszay Andor; Fővárosi Szabó Ervin Könyvtár, Bp., 1953
- Alkotmányunk tiszteletére – a terv teljesítéséért. Szöveggyűjtemény; szerk., összeáll. Tiszay Andor; Fővárosi Szabó Ervin Könyvtár, Bp., 1953
- Május a miénk! Szöveggyűjtemény május elsejére könyvtárosok számára; szerk., összeáll. Tiszay Andor; Fővárosi Szabó Ervin Könyvtár, Bp., 1954
- Hazánk felszabadulása (bibliográfia és dokumentumgyűjtemény, 1955)
- A békevilágmozgalom 1955. évi ünnepeltjei; szerk., összeáll. Tiszay Andor, bibliográfiák összeáll. közrem. Ecsedy Andorné; Franklin Ny., Bp., 1955 (A világirodalom klasszikusai. A Fővárosi Szabó Ervin Könyvtár bibliográfiai sorozata)
- Polgár Erzsébet–Tiszay Andor: Utazások a nagyvilágban. 500 könyv ajánló bibliográfiája könyvtárosok számára; Fővárosi Szabó Ervin Könyvtár, Bp., 1956
- Tiszay Andor–Munkácsi Piroska–Remete László: A Magyar Tanácsköztársaság röplapjai. Bibliográfia és dokumentumgyűjtemény; Fővárosi Szabó Ervin Könyvtár–OSZK, Bp., 1959
- Szabó Ervin könyvtártudományi cikkei és tanulmányai (1959)
- Különlenyomatok és röpiratok a Szovjetunióról a két világháború között (1959)
- A könyv a mi barátunk (Budapest, 1962)
- A könyv dicsérete (1964)
- Harsányi János–Tiszay Andor–Vágó Ernő: Az antifasiszta ellenállási és partizánharcok válogatott irodalmának bibliográfiája; Magyar Partizán Szövetség, Bp., 1968
- Tájékoztató a II. világháború alatti magyar antifasiszta ellenállás irodalmáról (1969)
- Ének Leninről. Lenin a magyar nyelvű dalokban és zeneművekben. Bibliográfia dokumentumokkal; összeáll., jegyz. Tiszay Andor; Heves Megyei Könyvtár, Eger, 1970 (Heves Megyei Könyvtár füzetei)
- Lenin első ábrázolásai a magyar sajtóban (1970)
- 1918-1919; Franklin Ny., Bp., 1975 (Józsefvárosi füzetek)

## Műfordításai
- Edgar Allan Poe: Arthur Gordon Pym, a tengerész. Regény; ford. Tiszay Andor; Forrás, Bp., 1943 (A kaland klasszikusai)
- Joseph Conrad: Látomás a vizek felett; átdolg. Tiszay Andor; Forrás Ny., Bp., 1944 (Conrad Joseph regényei)
- A néger is ember. Amerikai néger-költők antológiája. Tiszay Andor műfordításai (1948)